# Фрикенхаузен (Виртемберг)
Фрикенхаузен (њем. Frickenhausen) општина је у њемачкој савезној држави Баден-Виртемберг. Једно је од 44 општинска средишта округа Еслинген. Према процјени из 2010. у општини је живјело 8.770 становника. Посједује регионалну шифру (AGS) 8116020.

## Географски и демографски подаци
Фрикенхаузен се налази у савезној држави Баден-Виртемберг у округу Еслинген. Општина се налази на надморској висини од 323 метра. Површина општине износи 11,4 km². У самом мјесту је, према процјени из 2010. године, живјело 8.770 становника. Просјечна густина становништва износи 773 становника/km².